# 戈波爾德斯里德湖

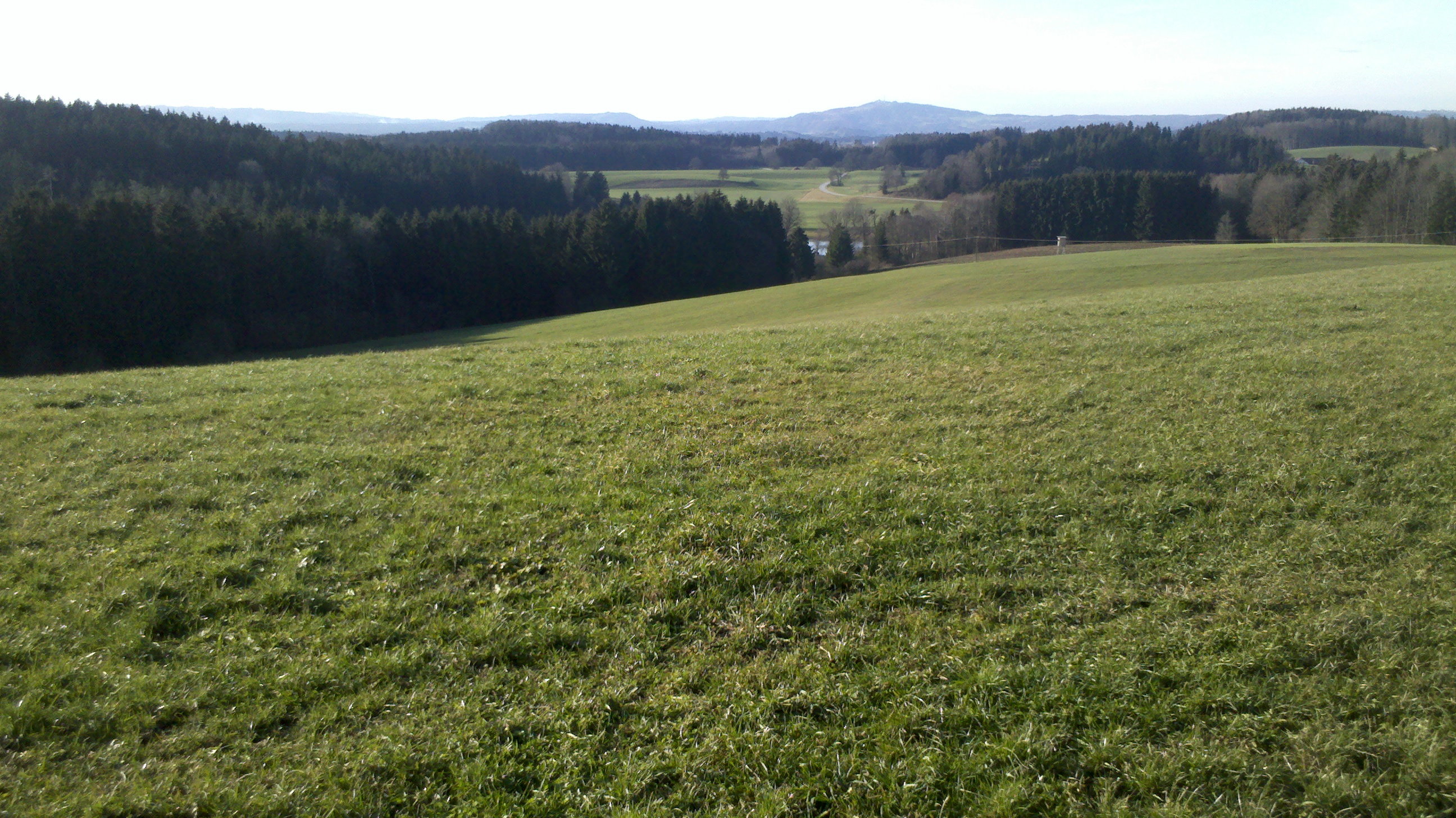

47°47′38″N 11°14′36″E / 47.79386°N 11.24320°E
戈波爾德斯里德湖（德語：Goppoldsrieder See），是德國的湖泊，位於該國東南部，由巴伐利亞州負責管轄，處於埃伯芬，長0.3公里、寬0.2公里，面積0.04平方公里，海拔高度648米。